# SN 2009lk
SN 2009lk – supernowa typu II-P odkryta 17 listopada 2009 roku w galaktyce A015708+0405. W momencie odkrycia miała maksymalną jasność 17,80m.